# Ricardo Andrade
Ricardo Andrade fue un cantante, guitarrista y un compositor guatemalteco. Nació el 28 de noviembre de 1971, y falleció en el Hospital San Juan de Dios de Guatemala el 20 de octubre de 2002 a causa de una infección respiratoria, después de haber sufrido un atentado el 14 de octubre anterior, en el que recibió impactos de bala.

## Inicios
José Ricardo Andrade Escobar Fue fundador de la banda Stress - Estrés, cuya trayectoria es de suma importancia para el rock guatemalteco y con la cual hizo famosos temas como "ya no se que hacer conmigo", "no basta esperar", "Eres tú" ,"Por que la extraño tanto", "Cadejo", "Romper el Silencio" y "El Norte" este tema pronto se convertiría, además, en un himno para los roqueros guatemaltecos; cuya banda llegó a su fin en 1998 debido a conflictos con sus compañeros.
STRESS fue una banda que se plasmaría en la historia del rock nacional Guatemalteco entre 1991 y 1998. En el año de 1993 lanzaron al mercado su primer LP bajo el sello DIDECA titulado STRESS. En 1994 bajo el mismo sello DIDECA lanzan su segundo material y primer gran álbum titulado “El Cadejo” el cual según un monitoreo, logró venderse muy bien. La popularidad del grupo  poco a poco comenzó a subir, prueba de ello fue cuando diferentes radios programaban su música en donde llegaron a colocarse entre las primeras 10 de algunos radios, también haber sido escogidos para ser teloneros de diferentes grupos y artistas internacionales que se presentaban en el país, pero en algunas ocasiones no les fue tan bien como se creeria. Podría decirse que su primera prueba de fuego fue el haber sido teloneros de Vanilla Ice en el año 1991, en donde les fue fatal, aunque predecible, pues hay que destacar que para esa época el público Guatemalteco no era tolerante con los grupos que eran escogidos para abir determinado concierto. También son invitados a participar con éxito en varias ediciones de la Teletón entre 1991 y 1995. En el año de 1996 el rock nacional se encontraba en su mejor temporada, fue entonces cuando decidieron grabar nuevas canciones para incorporarlas en una producción llamada Autopirata, el cual solo salió en formato kct, también para esta època abandonan su antigua disquera y por cualquier repercusión cambian su nombre a ESTRES, la popularidad de la banda comenzó a crecer a pasos agigantados y fruto de ello fueron presentaciones masivas dentro de todo el país, incluso su música se expandió a otras regiones como el sur de México. 
Con la llegada de 1997 el grupo decide abrirse un nuevo horizonte en México, lo cual no resultó muy bien. En su regreso a Guatemala a finales de ese año deciden relanzar el material autopirata incluyendo 3 nuevas canciones renombrándolo autopirata plus. Lamentablemente dado a muchas circunstancias, en febrero de 1998, la banda que alguna vez se consolidara con el nombre de ESTRES, se reunía para dialogar su separación total y definitiva, ofreciendo su última presentación el 23 de mayo de 1998. Ricardo Andrade formaría ese mismo año la banda Los Últimos Adictos.

## Con Los Últimos Adictos
Ricardo quiso seguir haciendo canciones y empezó entonces a formar un nuevo grupo. Para ello buscó a algunos de sus colegas músicos con experiencia. Al fin, en mayo de 1998 se presentó la banda que primero se llamó Ricardo Andrade y los últimos adictos. Luego de algunos cambios internos, la banda quedó integrada por Sergio Fernández Taz (batería), Jorge Espaderos (bajo), Rolando López (guitarra) y Gabriel Rivera, quien sustituyó a Pablo León (teclados). 
A mediados de 1998 luego de dejar STRESS el compositor y cantante de esta banda Ricardo Andrade conoce al exbaterista de Yttrium y más reciente de Bohemia Suburbana Sergio Fernández "Taz" con quien emprende un nuevo proyecto musical.  Reaparece en el ámbito musical como Ricardo Andrade y Los Últimos Adictos, nombre que dio a interpretaciones equivocadas pero que sus integrantes defendía como una sana adicción a la música. La primera presentación en público de los Adictos fue en el Teatro al Aire Libre, 30 de mayo de 1998 para la presentación del álbum "Oscuro" de la banda Viernes Verde, alternando con Rosa Negra [Toky Marroquin] y los inicios de Malacates Trebol Shop. A pesar de que los integrantes vienen de diferentes corrientes musicales la banda presenta una propuesta de Rock experimental con folk, funk setentas y lo electrónico actual. Lo que lo hace un grupo innovador de vanguardia como de inmenso potencial comercial. Con ellos graban su primer disco llamado "Sobredosis" publicado en 1999, cuya presentación fue en el Teatro al Aire Libre el 4 de diciembre de 1999, donde incluía éxitos como "Todo Gira", "Sin Color", "En Medio de Esta Fe" y "Elemento". Su segundo disco es publicado en 2001 con el nombre de "Introspectiva" en el cual se desprende éxitos como: "Una charla con Dios" e "Introspectiva", la presentación de este material se realizó en el Gimnasio Nacional Teodoro Palacios Flores el 30 de junio de 2001, junto a la banda Viernes Verde presentando su álbum "Remedios Para el Alma". Este mítico concierto, denominado "Remedios Introspectivos", tuvo las curiosidades históricas de que fueron las únicas bandas que compartieron escenario en un mismo concierto presentando sus nuevas producciones, además de tener en común en la alineación de cada banda al bajista Jorge Espaderos. Las dos bandas eran las más activas para esos años, por lo que compartieron juntos giras al interior del país, El Salvador y Cuba.
A mediados del año 2000, con la partida de Pablo León -tecladista del grupo y la integración de Gabriel Rivera, la banda emprende una gira por toda la República de Guatemala y El Salvador. Empiezan a sonar masivamente en todas las estaciones de radio y alcanzan una gran popularidad nunca imaginada por Ricardo.

## Muerte
El 14 de octubre de 2002 en un viaje al noreste del país, Ricardo Andrade en compañía de Gabriel Rivera sufrieron un atentado que cobró la vida de Gabriel Rivera y dejó gravemente herido a Ricardo. Andrade fue trasladado a la Ciudad de Guatemala donde permaneció con vida hasta el día 20 de octubre. Murió debido a la gravedad de las heridas y a una infección respiratoria que contrajo en el hospital en el cual lo atendían.